# Osmia indeprensa
Osmia indeprensa är en biart som beskrevs av Sandhouse 1939. Osmia indeprensa ingår i släktet murarbin, och familjen buksamlarbin. Inga underarter finns listade i Catalogue of Life.